# Kad čuješ zvona (1969.)
Kad čuješ zvona, hrvatski dugometražni film iz 1969. godine.

## Radnja
Partizanski komesar Vjeko (Boris Buzančić) poslan je na dužnost u jedno srpsko selo u nizinskoj Hrvatskoj. Zadatak mu je dovesti u red seosku partizansku četu na čelu sa zapovjednikom Garom (Pavle Vuisić), koja svoje snage uporno troši na zavadu sa susjednim selom koje drže ustaše. Ne bi li primirio napetosti, Vjeko pokušava u četu uključiti Mehu Sulića (Ivica Vidović), zarobljenika iz susjednog sela. U njegovom ga planu podržava jedino partizan Kubura (Boris Dvornik).

## Uloge
- Boris Buzančić - Vjeko
- Pavle Vuisić - Gara
- Boris Dvornik - Kubura
- Ivica Vidović - Meho
- Fabijan Šovagović - Mićan
- Branka Vrdoljak - Marija
- Vanja Drach - Maks
- Antun Nalis - Charles, topnik
- Izet Hajdarhodžić - Nikola
- Branko Špoljar - zapovjednik bataljona
- Mirko Boman - partizan
- Stevo Krnjajić - Jokan
- Minja Nikolić - žena kojoj je pobjeglo dijete
- Zoran Tadić -
- Tihomir Polanec - stražar, ranjenik
- Nataša Maričić - Djevojka u crvenoj majici
- Zvonimir Ferenčić - vozač njemačkog kamiona
- Vladimir Bačić - partizan s trorogom kapom
- Marko Vrdoljak - partizan